# N’Golo Kanté
N’Golo Kanté  (Párizs, 1991. március 29. –) világbajnok francia válogatott labdarúgó, az el-Áttihád játékosa.

## Pályafutása
2023. június 20-án jelentették be, hogy július 1-től a Szaúd-arábiai el-Áttihád csapatához csatlakozik.

### Válogatott
2016. március 25-én mutatkozott be a francia válogatottban, a félidőben állt be Lassana Diarra helyére. Négy nap múlva, az orosz válogatott ellen az első gólját is megszerezte címeres mezben. Részt vett a 2016-os labdarúgó-Európa-bajnokságon, ahol a francia válogatottal ezüst érmet szerzett. 2018-ban világbajnoki címet nyert. 2024. május 16-án bekerült a 2024-es labdarúgó-Európa-bajnokságra utazó 25 fős keretbe.

## Sikerei, díjai

### Klub
- Leicester City
- Premier League (1): 2015–16

- Chelsea
  - Premier League (1): 2016–17
  - Angol kupa (1): 2017–18
  - UEFA-bajnokok ligája (1): 2020-21
  - Európa-liga (1): 2019
  - UEFA-szuperkupa (1) : 2021
  - FIFA-klubvilágbajnokság (1) : 2021

### Válogatott
- Franciaország
  - Világbajnokság: 2018
  - UEFA Nemzetek Ligája: 2020–21

### Egyéni
- Az év angol labdarúgója a PFA szavazásán: 2016–17[4]
- Az év labdarúgója az FWA szavazásán: 2016–17[5]
- PFA év csapata: 2015–16,[6] 2016–17[7]
- Leicester City az év játékosa (1): 2015–16[8]
- London Football Awards Év Játékosa: 2017[9]
- A hónap játékosa a szurkolók szavazásán a Premier League-ben: 2017 márciusa[10]
- Az év francia labdarúgója: 2017[11]